# 新北市漂書站
新北市漂書站是一個為新北市境內的漂書行為，提案者為財團法人台灣漂書協會。主辦者為新北市政府文化局。有意進行漂書活動者可向各圖書館索取漂書貼紙。另有台北市漂書站。

## 貼紙
共三份，一為I read you貼紙，貼在書封面代表其為分享書。二為漂書語小貼紙，告訴民眾這本書不是被人遺棄的書，可在上面寫上放漂者姓名或圖書館名。三為專屬的漂書條碼，可利用智慧型手機或自行輸入建立此漂書檔案，並告訴大家您索取了此書。

## 利用
當你拿取了一本放漂書，並沒有規定限定時間內歸還之需求。相反的，你可以視需求閱覽此書。當書利用完時請記得放回原漂書站點或其他新北市，台北市漂書站點。供其他有需要之民眾閱覽。

## 問題
在台灣，許多民眾並沒有放置漂書的習慣，衍生的問題即是書籍只出不回。更有許多民眾將Upaper放置欄位與其搞混，認為其為廢紙，視之遺棄書籍，進而拿去回收變賣等。

## 放漂地
| 火車站     | 捷運站            | 文化場館               | 公車                     |
| ---------- | ----------------- | ---------------------- | ------------------------ |
| 板橋火車站 | 淡水站-統一超商   | 紅毛城                 | 大有巴士                 |
| 樹林火車站 | 新店站-全家       | 林本源園邸             | 936路線公車              |
| 鶯歌火車站 | 大坪林站-四號出口 | 坪林茶業博物館         | 大都會客運環狀線         |
| 汐止火車站 | 景安站            | 新北市藝文中心         | 99路線公車               |
| 瑞芳火車站 | 新莊站            | 枋橋大劇院             | 819路線公車              |
| 五堵火車站 | 徐匯中學站        | 新北市府中15           | 839路線公車              |
| 汐科火車站 | 新店站            | 新莊文化藝術中心       | 藍41路線公車             |
| 浮洲火車站 | 菜寮站            | 美麗永安生活館         | 淡水指南客運20輛(無號碼) |
| 山佳火車站 | 土城站            | 新北市立鶯歌陶瓷博物館 |                          |
|            |                   | 新北市立黃金博物館     |                          |
|            |                   | 新北市立十三行博物館   |                          |

- 巡迴漂書車